# Зукаль, Анна Владиславовна
Анна Владиславовна Зукаль (родилась 7 октября 1985 года в Ташкенте) — российская спортсменка, член сборной России по фристайлу на Олимпийских играх 2002 года в Солт-Лейк-Сити, 2006 года в Турине. Выступала в лыжной акробатике. В 2008 году Анна была вынуждена завершить свою спортивную карьеру в возрасте 22 лет из-за травмы спины.

## Спортивные достижения
- Олимпиада 2002  (Солт-Лейк-Сити) — 6 место.
- Олимпиада 2006  (Турин) — 9 место.
- Чемпионат мира 2005 — 4 место (дебютировала на этом турнире в 2001 году).
- Чемпионат России 2005 — 1 место.
- Шесть призовых мест (три серебряных и три бронзовых медали) на этапах Кубка мира.